# Prostataspezifische saure Phosphatase
Die Prostataspezifische saure Phosphatase (abgekürzt: PAP, von engl. prostatic acid phosphatase) ist ein Glykoprotein-Enzym, das von Säugetieren und Fischen produziert wird. Es wird beim Menschen in der Prostata gebildet. Über die Zugehörigkeit zu den sauren Phosphatasen hinaus ist nichts Genaues über seine Funktion bekannt. Der Laborwert belegt die Aktivität des Prostatagewebes und kann daher bei ihrer Entfernung zur Kontrolle eingesetzt werden.

## Labor
In der Diagnostik wird PAP hauptsächlich zur Verlaufskontrolle des Prostatakarzinoms eingesetzt. Es dient hier mit dem bedeutsameren prostataspezifischem Antigen (PSA) als Tumormarker.
Da erhöhte PAP-Konzentrationen im Blutserum nicht nur bei malignen, sondern auch bei benignen Erkrankungen der Prostata gemessen werden, gilt die PAP als organspezifischer Marker und nicht als tumorspezifisch.

## Bewertung
Beim gesunden Mann liegt die Konzentration bei weniger als 2,0 ng/ml im Serum. Werte über 3,5 ng/ml sind pathologisch. Anhaltende pathologische Werte während einer Therapie des Prostatakarzinoms deuten auf ein Therapieversagen hin.
Unspezifische PAP-Erhöhungen im Serum treten vor allem bei einer benignen Prostatahyperplasie auf, aber auch bei oder nach manuellen Einwirkungen auf die Prostata (Palpationen, Katheterisierungen) oder bei Entzündungen der Prostata.

## Verwendung
Neuere Forschungen legen außerdem die Vermutung nahe, dass PAP als hochwirksames Schmerzmittel eingesetzt werden könnte.